# Cephalotes pallidicephalus
Cephalotes pallidicephalus é uma espécie de inseto do gênero Cephalotes, pertencente à família Formicidae.